# Samoš
 Ovo je glavno značenje pojma Samoš. Za naselje u Srbiji pogledajte Samoš (Kovačica, Srbija).
Samoš (rum. Someș; mađ. Szamos; njem. Somesch ili Samosch) je lijeva pritoka Tise u Mađarskoj i Rumunjskoj. Duga je 415 km (uključujući izvornu rijeku Someșul Mare), od čega 50 km su u Mađarskoj. :19Someș je peta najveća rijeka po dužini i volumenu u Rumunjskoj. Hidrografski bazen nastaje ušćem u Mici, općini oko 4 km uzvodno od Deja, rijeka Someșul Mare i Someșul Mic. Someșul Mic (nastao spajanjem Someșul Rece s Someșul Caldom ) izvire u planinama Apuseni, a Someșul Mare izvire iz planina Rodna.
Someșul Mare ima dužinu od 130 km i površine 5.033 km2 i blagom asimetrijom u korist lijeve strane bazena. Za cijelo porječje Someșa, asimetrija na lijevoj strani postaje izražena između Deja i Ardusata da bi se promijenila u suprotnom smjeru nakon primanja Lăpușa na desnoj strani. Dolina Someșul Mare ima mnogo aluvija sa zlatom koji se do početka 20. stoljeća izvlačio na površinu tradicionalnim alatima. Stručnjaci kažu da su u Someșul Mare pronađena zrnca zlata od 21 karata.
Površina porječja Someș je 18.146 km2.:22 od toga 15.740 km2 u Rumunjskoj. Njegov sliv obuhvaća 403 rijeke ukupne dužine 5.528 km, odnosno 7% ukupne duljine zemlje. Površina sliva predstavlja 6,6% površine zemlje i 71% površine hidrografskog sliva Someș–Tisa.
Kako bi se spriječile poplave, Someș je pregrađen branom u donjem toku. U proljeće 1970., zbog obilnih kiša, Someș je poplavio dio Satu Mare i okolnih ravnica. Protok je premašio 3.300 m 3 /s u odnosu na togodišnji prosjek od 210 m3/s.

## Pritoke
Sljedeće rijeke su pritoke rijeke Someș:
- Lijeve: Someșul Mic, Salca, Olpret, Vad, Șimișna, Iapa, Cormeniș, Valea Leșului, Lozna, Valea Hrăii, Solona, Brâglez, Almaș, Agrij, Apa Sărată, Șoimuș, Bârsa, Inău, Valea Urdii, Horoat, Uileac, Sălaj, Bortura, Runc, Rodina, Bicău, Valea Vinului, Lipău, Valea Morii, Homorodul Nou, Homorodul Vechi
- Desne: Someșul Mare, Sălătruc, Muncel, Poiana, Vâtroape, Ileanda, Purcăreț, Cheud, Iadăra, Măriușa, Răchitișa, Bârsău, Arieș, Lăpuș, Nistru, Cicârlău, Ilba, Seinel

## Vanjske poveznice
|  | Zajednički poslužitelj ima još gradiva o temi Samoš |